# Bruno Ingratta
Bruno Ingratta (Santiago del Estero, 19 de abril de 1985) es un exjugador de básquetbol argentino que jugaba en la posición de pívot.
Integró el plantel de la selección de Santiago del Estero que conquistó el Campeonato Argentino de Básquet de 2011, jugando junto a otros grandes talentos provinciales como Nicolás Aguirre, Enzo Ruiz, Fernando Small y Milton Vittar.

## Trayectoria

### Clubes
| Club                            | País      | Año         |
| ------------------------------- | --------- | ----------- |
| Estudiantes de Olavarría        | Argentina | 2000 - 2001 |
| Atenas                          | Argentina | 2001 - 2003 |
| Quimsa                          | Argentina | 2003 - 2004 |
| Atenas                          | Argentina | 2004 - 2005 |
| Quimsa                          | Argentina | 2005 - 2006 |
| Regatas Corrientes              | Argentina | 2006 - 2007 |
| Gimnasia de Comodoro Rivadavia  | Argentina | 2007 - 2009 |
| Quimsa                          | Argentina | 2009 - 2010 |
| Ciudad de Bragado               | Argentina | 2010 - 2011 |
| Monte Hermoso Basket            | Argentina | 2011        |
| Unión de Sunchales              | Argentina | 2012 - 2013 |
| San Isidro                      | Argentina | 2013 - 2014 |
| Alianza Viedma                  | Argentina | 2014 - 2015 |
| Libertad de Sunchales           | Argentina | 2015        |
| Tiro Federal de Morteros        | Argentina | 2016        |
| Independiente BBC               | Argentina | 2016 - 2017 |
| Marne                           | Uruguay   | 2017        |
| Asociación Mitre                | Argentina | 2017 - 2018 |
| Independiente BBC               | Argentina | 2018 - 2023 |
| Belgrano de Santiago del Estero | Argentina | 2023        |

## Selección nacional
Ingratta fue miembro de los seleccionados juveniles de baloncesto de Argentina, llegando a formar parte del plantel que disputó el Campeonato FIBA Américas Sub-18 de 2002 y el Campeonato Mundial de Baloncesto Sub-19 de 2003 entre otros torneos internacionales.